# 埃雷索斯

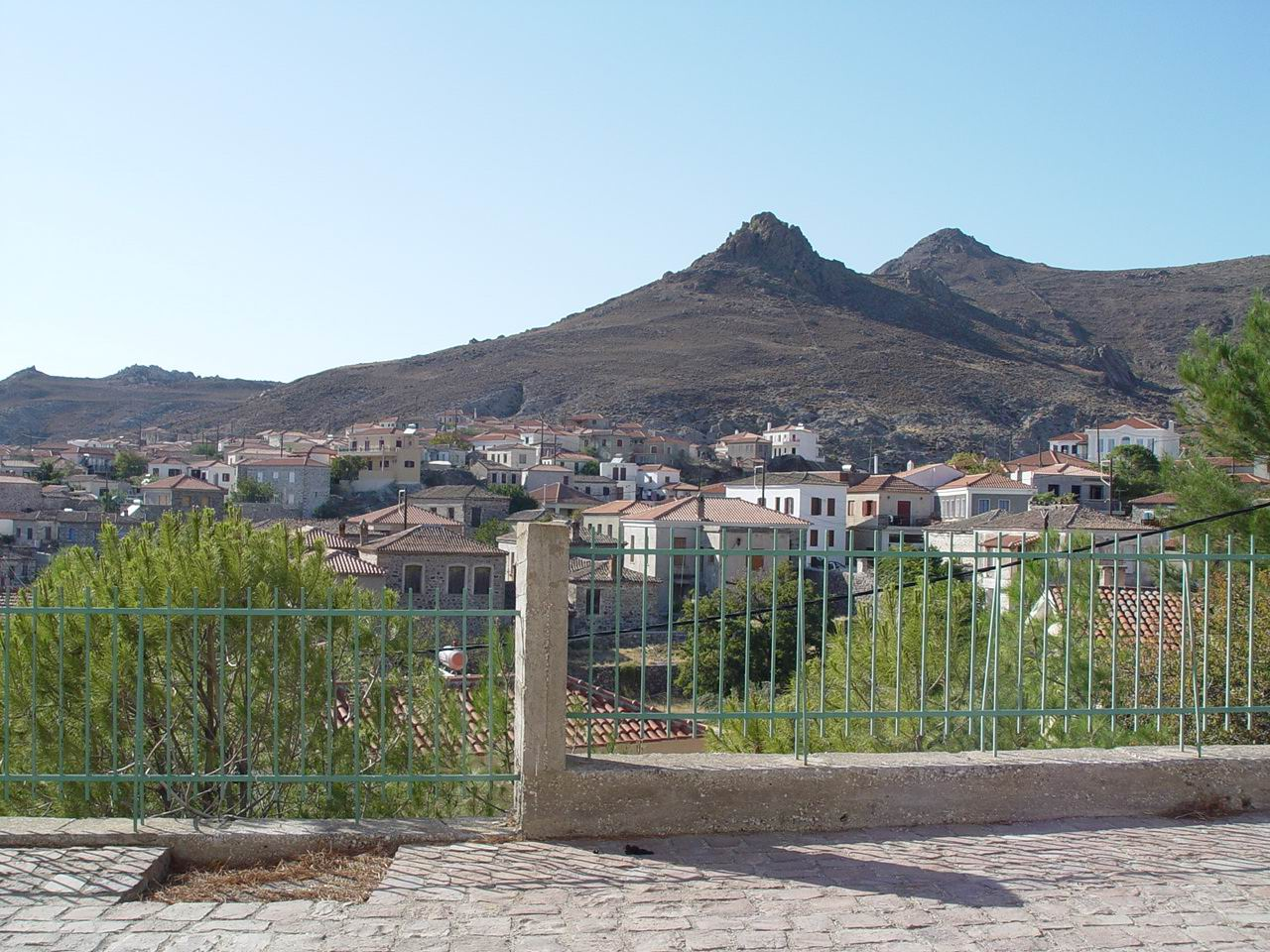
埃雷索斯

埃雷索斯（希臘語：Ερεσός）是位于希腊莱斯博斯岛西南部的一个村庄，隶属于北愛琴大區莱斯沃斯专区西莱斯沃斯市镇。该村之前隶属于埃雷索斯-安蒂萨市镇，2011至2019年间隶属于莱斯沃斯市镇。2011年人口数量为1,086人。
当地知名人物是亚里士多德的后继者泰奥弗拉斯托斯。埃雷索斯吸引了许多游客参观。

## 人口数量
| 年份 | 人口数量 |
| ---- | -------- |
| 1981 | 1,494    |
| 1991 | 1,247    |
| 2001 | 1,130    |
| 2011 | 1,086    |